# Çeşme
Çeşme (Czeszme) (tur. Çeşme) − miasto i dystrykt o tej samej nazwie w środkowo-zachodniej części anatolijskiej Turcji, odległe o 85 km na zachód od Izmiru. 
Miejscowość położona na półwyspie o tej samej nazwie, tworzącym całość wraz z półwyspem Karaburun, jest popularnym ośrodkiem wypoczynkowym. Populacja wynosi 40 700 mieszkańców. Dystrykt zajmuje powierzchnię 260 km².
Miejscowa nazwa (będąca dosłownym tłumaczeniem z greckiego Κρήνη/Kríni) oznacza po turecku źródło, fontannę i przypuszczalnie odnosi się do znacznej liczby zdrojów w mieście; w języku perskim ceşme (چشمه) dokładnie oznacza źródło rzeki. W czasach starożytnych miasto nosiło grecką nazwę Kysos (Κύσος) bądź łac. Kysus w czasach rzymskich. 
W historii nowożytnej miejsce znane najbardziej z bitwy stoczonej podczas wojny rosyjsko-tureckiej w pobliskiej cieśninie i zatoce pomiędzy flotą rosyjską i osmańską w dniach 5-7 lipca 1770 roku.
Do najwartościowszych miejscowych zabytków należy średniowieczny genueński zamek św. Piotra, umocniony następnie przez sułtana Bajazyda II dla zabezpieczenia przed atakami piratów i joannitów z Rodos, obecnie mieszczący muzeum poświęcone śródziemnomorskiej żegludze. 

## Miasta partnerskie
- Luleå, Szwecja
- Emmonak, USA
- Frankfort, USA
- Iqaluit, Kanada
- Semej, Kazachstan
- Aktobe, Kazachstan
- Tałas, Kirgistan
- Akureyri, Islandia
- Kirkjubæjarklaustur, Islandia
- Koper, Słowenia
- Xlendi, Malta
- Sierpuchow, Rosja
- Dogana, San Marino
- Wise, USA